# Australian Labor Party
De Australische Arbeiderspartij (ALP, vaak ook kortweg als Labor aangeduid) is de oudste politieke partij van Australië. Het is een sociaaldemocratische partij die officieel verbonden is met de vakbonden. Sinds 2013 zit de partij weer in de oppositie.

## Geschiedenis
Er is geen exacte datum bekend waarop de ALP gesticht zou zijn, omdat ze afkomt van arbeidersbewegingen uit verschillende regio’s van Australië. Dergelijke bewegingen bestonden in New South Wales en Queensland al vanaf ongeveer 1890. De partij was serieus en officieel actief vanaf 1891 in New South Wales, vanaf 1893 in Queensland, en later in de rest van het land. In 1899 vormde Anderson Dawson in Queensland voor het eerst ter wereld een minderheidsregering van de arbeiderspartij. Deze regering heeft het één week volgehouden.
De “Federal Parliamentary Labor Party” had haar eerste vergadering op 8 mei 1901 in het parlementsgebouw in Melbourne. Dit wordt tegenwoordig gezien als de datum waarop de partij gesticht is.
De ALP kende gedurende de beginjaren een explosieve groei in het aantal leden. De eerste landelijke (minderheids)regering werd gevormd in 1904, waarna in 1910 voor het eerst een meerderheid in het parlement werd behaald.
Vanaf de jaren zeventig heeft de partij afstand gedaan van haar socialistische inslag en werd het een sociaaldemocratische partij. In de jaren tachtig was de partij zelfs verantwoordelijk voor zaken als het privatiseren van enkele overheidsdiensten en het dereguleren van veel tot dan toe strak geregelde industrieën. Dit gebeurde daarvoor enkel door conservatieve partijen.
Vanaf het ontstaan tot aan de jaren vijftig waren de ALP en haar vakbonden de grootste voorstanders van de White Australia Policy, die alle niet-Europese immigratie in Australië verbood. Dit beleid kwam voort uit 19de-eeuwse theorieën over "rassenzuiverheid" en deels ook uit de angst voor concurrentie op de arbeidsmarkt. In de praktijk was de partij tegen iedere vorm van immigratie. Dit duurde voort tot na de Tweede Wereldoorlog, toen de regering een groot immigratieproject startte. Tegenwoordig is de partij groot voorstander van multiculturalisme, hoewel sommigen in de partij zich nog wel tegen grote aantallen immigranten keren.

## Ideologie
Het beleid van de Australian Labor Party wordt iedere drie jaar door de Labor's National Conference bepaald. Het ALP-beleid rond verkiezingstijd wordt bepaald door het kabinet (als de partij op dat moment de regeringspartij is) of door het schaduwkabinet (als ze in de oppositie zitten).
De ALP wordt over het algemeen gezien als een sociaaldemocratische partij, maar in werkelijkheid heeft de partij geen officiële ideologie. De partij is opgericht door vakbondslieden, en staat in principe nog steeds onder hun leiding. Het partijbeleid staat altijd wel tot op zekere hoogte in het teken van de belangen van de vakbonden. Bekeken over de geschiedenis zie je daarom hoe de ALP bijvoorbeeld heeft gepleit voor zowel tariefsverhogingen als -verlagingen, voor White Australia Policy en multiculturalisme, voor nationalisatie en privatisering, en voor isolationisme en internationalisme.
Hoewel het nooit een socialistische partij is geweest, zijn er wel altijd een aantal overtuigde socialisten actief geweest binnen de ALP. Na de Eerste Wereldoorlog en de Russische Revolutie van 1917, groeide binnen de vakbonden de steun voor het socialisme, en op het jaarlijkse vakbondsoverleg in 1921 werd een voorstel aangenomen tot het “socialiseren van industrie, productie, distributie en handel." Dit leidde ertoe dat de ALP in 1922 een soortgelijk "socialistisch streven" ondertekende. Dit bepaalde het beleid gedurende vele jaren.
Hoewel het beleid van Labor tijdens haar regeringsperiode 1983 - 1996 vaak neoliberaal genoemd werd (bijvoorbeeld privatisering en ruime tariefsverlagingen), keert men zich sinds 1996 tegen het beleid van de huidige regering van John Howard. Men neigt eerder weer naar de oorspronkelijke ALP-standpunten op basis van eerlijkheid en gelijkheid wat betreft economie, onderwijs, gezondheidszorg en industrie.
Sinds 2004 heeft de ALP zich vooral gericht tegen Howards deregulering van de arbeidsmarkt en de beperking van de rechten van vakbonden. De partij heeft bij de verkiezingen van 2007 zelfs gezworen dat het terugdraaien van Howards industriewetten hun belangrijkste verkiezingspunt zou worden. Na het winnen van die verkiezingen maakte Labor die belofte meteen waar door het ondertekenen van het Kyoto-protocol.

### Facties
De (federale) ALP is een ideologisch erg verdeelde partij en bestaat uit twee geïnstitutionaliseerde facties: Labor Right en Labor Left, die respectievelijk de rechter- en de linkervleugel van de partij vormen.
- Labor Right: gematigd economisch liberaal, fiscaal en (gematigd) sociaal conservatief (centrum tot centrumrechts). Labor Right is voorstander van de zogenaamde Derde Weg, een economische leer die het midden houdt tussen kapitalisme en socialisme. In het verleden was Labor Right sterk anticommunistisch. De factie wordt gesteund door verschillende, meer conservatieve vakbonden (o.a. de katholieke middenstandsvakbond SDA). Oud-premier Kevin Rudd behoort tot de Labor Right-factie.
- Labor Left: gemengde economie, fiscaal en sociaal progressief (centrumlinks). Labor Left is, anders dan Labor Right, openlijk socialistisch.

De meer militante vakbonden en hun leiders steunen deze factie. De factie Oud-premier Julia Gillard behoort tot Labor Left. Dit is niet geval in de parlementen van de deelstaten. In de ene deelstaat domineert Labor Right, in andere deelstaten domineert Labor Left. In het federale parlement houden de twee facties zich qua ledental in evenwicht.

## Partijstructuur
De ALP is een federale partij, met zowel leden als eraan verbonden vakbonden. Onderling beslissen zij over het beleid van de partij en kiezen ze commissies en kandidaten voor publieke functies. De overgrote meerderheid van de Australische vakbonden is verbonden aan de ALP, zodat zij voor een groot deel bijdragen aan de inkomsten ervan. Losse leden betalen ook lidmaatschapsgeld, maar bij hen wordt dat bepaald afhankelijk van hun eigen inkomen. Er zijn ongeveer 50.000 losse leden, alhoewel dit aantal nogal kan veranderen naargelang de partij wel of geen succes heeft bij de verkiezingen.
De partij doet zowel mee aan de landelijke verkiezingen als aan deelstaatverkiezingen en sommige lokale verkiezingen. Op alle niveaus dienen kandidaten een verklaring te onderschrijven waarin ze zweren dat ze altijd zullen stemmen volgens het partijstandpunt. Soms wordt ook van ze verwacht dat ze een deel van hun inkomsten afstaan aan de partijkas.

## Trivia
- Hoewel in het Australisch-Engels het woord labour wordt gespeld met de uitgang "-our", heeft de ALP in 1912 gekozen om het uiteinde "-or" te gebruiken. De naamswijziging vond plaats op initiatief van King O'Malley, die uit de Verenigde Staten afkomstig was.